# Новогорний
Новогорний (рос. Новогорный) — селище, підпорядковане місту Озерськ Челябінської області Російської Федерації.
Населення становить 6733 особи (2010).

## Історія
Згідно із законом від 26 серпня 2004 року органом місцевого самоврядування є Озерський міський округ.

## Населення
| 1959 | 1970  | 1979  | 1989  | 2002  | 2005  | 2010  |
| ---- | ----- | ----- | ----- | ----- | ----- | ----- |
| 6215 | ↗6780 | ↗7326 | ↗7689 | ↗8191 | ↘8094 | ↘6733 |